# Colura vitiensis
Colura vitiensis är en bladmossart som beskrevs av Pócs et J.Eggers. Colura vitiensis ingår i släktet Colura och familjen Lejeuneaceae. Inga underarter finns listade i Catalogue of Life.